# Hadrostethus scitulus
Hadrostethus scitulus là một loài tò vò trong họ Ichneumonidae.